# Blanc de Moming
Der Blanc de Moming ist ein 3661 m ü. M. hoher Berg in den Walliser Alpen im Kanton Wallis und gehört zur Gemeinde Anniviers.